# VolleyLigaen (2024/2025)
VolleyLigaen 2024/2025 – 63. sezon rozgrywek o mistrzostwo Danii w piłce siatkowej zorganizowany przez stowarzyszenie Volleyball Danmark. Rozpoczął się 28 września 2024 roku i trwał do 23 kwietnia 2025 roku.
W VolleyLigaen uczestniczyło 10 drużyn. Do najwyższej klasy rozgrywkowej dołączył mistrz 1. division Øst – Hvidovre VK. Rozgrywki składały się z fazy zasadniczej, fazy play-off oraz meczów o miejsca 5-7 i 8-10. W fazie zasadniczej drużyny rozegrały ze sobą po dwa spotkania systemem kołowym. Osiem najlepszych zespołów awansowało do fazy play-off. Faza play-off obejmowała ćwierćfinały, półfinały, mecze o 3. miejsce oraz finały.
Po raz trzeci, uwzględniając mistrzostwo zdobyte przez drużynę Marienlyst-Fortuna, mistrzem Danii został klub Odense Volleyball, który w finałach fazy play-off pokonał Gentofte Volley. Trzecie miejsce zajął zespół Nordenskov UIF. Nagrodę dla najlepszego zawodnika sezonu otrzymał Sigurd Varming.

## System rozgrywek
Mistrzostwa Danii w sezonie 2024/2025 składały się z fazy zasadniczej, fazy play-off oraz rywalizacji o miejsca 5-7 i 8-10.

### Faza zasadnicza
W fazie zasadniczej uczestniczyło 10 drużyn. Rozegrały one ze sobą po dwa spotkania systemem kołowym (mecz u siebie i rewanż na wyjeździe). Osiem najlepszych drużyn awansowało do fazy play-off, natomiast te z miejsc 9-10 trafiły do grupy, w której grały o miejsca 8-10.

### Faza play-off
Ćwierćfinały

Pary ćwierćfinałowe utworzone zostały na podstawie miejsc zajętych przez poszczególne drużyny w fazie zasadniczej według klucza: 1-8; 2-7; 3-6; 4-5. Rywalizacja toczyła się do dwóch zwycięstw ze zmianą gospodarza po każdym meczu. Gospodarzem pierwszego spotkania był zespół, który w fazie zasadniczej zajął wyższe miejsce.
Zwycięzcy w parach awansowali do półfinałów. Trzy najwyżej sklasyfikowane drużyny w fazie zasadniczej, które odpadły w ćwierćfinałach, rywalizowały o miejsca 5-7, natomiast zespół, który w fazie zasadniczej zajął najniższe miejsce spośród tych, które przegrały w ćwierćfinałowych parach, dołączył do drużyn z miejsc 9-10 fazy zasadniczej i grał o miejsca 8-10.
Półfinały

Pary półfinałowe powstały na podstawie miejsc z fazy zasadniczej, tj. pierwszą parę utworzyły zespoły najwyżej i najniżej sklasyfikowane w fazie zasadniczej, natomiast drugą parę – dwa pozostałe zespoły. Rywalizacja toczyła się do trzech zwycięstw ze zmianą gospodarza po każdym meczu. Gospodarzem pierwszego spotkania był zespół, który w fazie zasadniczej zajął wyższe miejsce w tabeli.
Zwycięzcy w poszczególnych parach awansowali do finału, natomiast przegrani rywalizowali o 3. miejsce.
Mecze o 3. miejsce

Rywalizacja o 3. miejsce toczyła się do dwóch zwycięstw ze zmianą gospodarza po każdym meczu. Gospodarzem pierwszego spotkania był zespół, który w fazie zasadniczej zajął wyższe miejsce w tabeli.
Finały

Rywalizacja o mistrzostwo Danii toczyła się do trzech zwycięstw ze zmianą gospodarza po każdym meczu. Gospodarzem pierwszego spotkania był zespół, który w fazie zasadniczej zajął wyższe miejsce w tabeli.

### Mecze o miejsca 5-7
O miejsca 5-7 rywalizowały trzy najwyżej sklasyfikowane drużyny w fazie zasadniczej, które odpadły w ćwierćfinałach fazy play-off. Rozegrały one między sobą po dwa spotkania systemem kołowym (mecz u siebie i rewanż na wyjeździe). Pozycja w tabeli po rozegraniu wszystkich meczów decydowała o ostatecznym miejscu w klasyfikacji końcowej, tj. ta drużyna, która zajęła 1. miejsce w tabeli, zakończyła sezon na 5. miejscu itd.
Drużyny tę fazę rozgrywek rozpoczęły z następującą liczbą punktów:
- najwyżej sklasyfikowana drużyna w fazie zasadniczej – 6 pkt;
- druga najwyżej sklasyfikowana drużyna w fazie zasadniczej – 3 pkt;
- najniżej sklasyfikowana drużyna w fazie zasadniczej – 0 pkt.

### Mecze o miejsca 8-10
O miejsca 8-10 rywalizowały drużyny, które w fazie zasadniczej zajęły miejsca 9-10, oraz najniżej sklasyfikowany zespół w fazie zasadniczej spośród tych, które odpadły w ćwierćfinałach fazy play-off. Rozegrały one między sobą po dwa spotkania systemem kołowym (mecz u siebie i rewanż na wyjeździe). Pozycja w tabeli po rozegraniu wszystkich meczów decydowała o ostatecznym miejscu w klasyfikacji końcowej, tj. ta drużyna, która zajęła 1. miejsce w tabeli, zakończyła sezon na 8. miejscu itd.
Drużyny tę fazę rozgrywek rozpoczęły z następującą liczbą punktów:
- zespół, który odpadł w ćwierćfinale fazy play-off – 6 pkt;
- zespół, który zajął 9. miejsce w fazie zasadniczej – 3 pkt;
- zespół, który zajął 10. miejsce w fazie zasadniczej – 0 pkt.

Drużyna, która zakończyła rozgrywki na 10. miejscu, spadła do  1. division.

### Kryteria ustalenia pozycji w tabeli
O kolejności w tabeli decydowały następujące kryteria:
1. liczba punktów (3:0 i 3:1 – 3 punkty dla zwycięzcy, 0 punktów dla przegranego; 3:2 – 3 punkty dla zwycięzcy, 1 punkt dla przegranego),
2. różnica między setami wygranymi a przegranymi,
3. różnica między małymi punktami zdobytymi a straconymi,
4. bilans w bezpośrednich meczach między zainteresowanymi drużynami zgodnie z punktami 1-3;
5. dodatkowy mecz (lub mecze) – jeśli rozstrzygnięcie ma znaczenie dla awansu, spadku lub medali.

## Drużyny uczestniczące
W VolleyLigaen w sezonie 2024/2025 uczestniczyło 10 drużyn. Do najwyższej klasy rozgrywkowej dołączył Hvidovre VK, który zajął 1. miejsce w 1. division Øst w sezonie 2023/2024.
| VolleyLigaen 2024/2025                                                                | VolleyLigaen 2024/2025 |
| ------------------------------------------------------------------------------------- | ---------------------- |
| Odense Volleyball                                                                     | 1                      |
| Nordenskov UIF                                                                        | 2                      |
| Gentofte Volley                                                                       | 3                      |
| VK Vestsjælland                                                                       | 4                      |
| ASV Elite                                                                             | 5                      |
| Amager VK                                                                             | 6                      |
| Middelfart VK                                                                         | 7                      |
| Ikast KFUM                                                                            | 8                      |
| DHV Odense                                                                            | 9                      |
| Awans z 1. division Øst                                                               |                        |
| Hvidovre VK                                                                           | 1                      |
| Oznaczenia: - kolumna druga – miejsce zajęte przez daną drużynę w poprzednim sezonie. |                        |

### Awanse i spadki
| Poz. | Spadek z VolleyLigaen 2023/2024 |
| ---- | ------------------------------- |
| 10.  | Aalborg Volley                  |

| Poz. | Awans z 1. division Øst 2023/2024 |
| ---- | --------------------------------- |
| 1.   | Hvidovre VK                       |

## Hale sportowe
| Drużyna           | Hala sportowa              | Miejscowość | *     |
| ----------------- | -------------------------- | ----------- | ----- |
| Amager VK         | Sundby Idrætspark – Hal 1  | Kopenhaga   | [ a ] |
| Amager VK         | Sundby Idrætspark – Hal 2  | Kopenhaga   | [ a ] |
| ASV Elite         | Ceres Park & Arena – Hal 1 | Aarhus      |       |
| DHV Odense        | Dalumhallen                | Odense      |       |
| Gentofte Volley   | Kildeskovshallen – Hal 1   | Gentofte    |       |
| Hvidovre VK       | Frihedens Idrætscenter     | Hvidovre    |       |
| Ikast KFUM        | Hyldgårdshallerne – Hal B  | Ikast       |       |
| Middelfart VK     | Lillebæltshallen – Hal A   | Middelfart  |       |
| Nordenskov UIF    | Helle Hallen – Hal 1       | Årre        |       |
| Odense Volleyball | Klostermarkshallen         | Odense      |       |
| VK Vestsjælland   | Korsør Hallen              | Korsør      |       |
| Źródło:           |                            |             |       |

| Hvidovre VKAmager VolleyASV EliteDHV · OdenseGentofte VolleyIkast KFUMMiddelfart VKNordenskov UIFOdense VolleyballVK Vestsjælland Lokalizacja głównych obiektów sportowych |

## Trenerzy
| Drużyna           | Trener                  | Asystent trenera                 | *      |
| ----------------- | ----------------------- | -------------------------------- | ------ |
| Amager Volley     | Oskar Jönsson-Vikterlöf | —                                | [ 17 ] |
| ASV Elite         | Dominik Żmuda           | Jonas Vestergaard                | [ 18 ] |
| DHV Odense        | Dennis Hansen           | Jesper Bassøe                    | [ 19 ] |
| Gentofte Volley   | Martin Olesen           | Jesper Bassøe                    | [ 20 ] |
| Hvidovre VK       | Denis Janka             | Jovan Šajnberger Jonathan Gunge  | [ 21 ] |
| Ikast KFUM        | Peter Kjellerup         | Torben Kjærsgaard Marcus Levisen | [ 22 ] |
| Middelfart VK     | Jacob Enemark Petersen  | —                                | [ 23 ] |
| Nordenskov UIF    | Dries Hoeyberghs        | Ben Hoeyberghs                   | [ 24 ] |
| Odense Volleyball | Mauro Rus               | Kaj Jeppesen Frederik Kreuzfeldt | [ 25 ] |
| VK Vestsjælland   | Daniel Gordon           | Britt Hofstedt                   | [ 26 ] |

### Zmiany trenerów
| Klub              | Były trener               | Data odejścia           | Nowy trener               | Data przyjścia          | *            |
| ----------------- | ------------------------- | ----------------------- | ------------------------- | ----------------------- | ------------ |
| Przed sezonem     |                           |                         |                           |                         |              |
| Gentofte Volley   | Ibrahim Alievski          | koniec sezonu 2023/2024 | Martin Olesen             | przed sezonem 2024/2025 | [ 27 ]       |
| Odense Volleyball | Marty Collins             | koniec sezonu 2023/2024 | Mauro Rus                 | przed sezonem 2024/2025 | [ 28 ]       |
| VK Vestsjælland   | Rolf Meegdes              | koniec sezonu 2023/2024 | Daniel Gordon             | przed sezonem 2024/2025 | [ b ] [ 29 ] |
| W trakcie sezonu  |                           |                         |                           |                         |              |
| Amager Volley     | Jens Bang                 | 20.11.2024              | Markus Svendsen (p.o.)    | 20.11.2024              | [ c ] [ 30 ] |
| Amager Volley     | Markus Svendsen (p.o.)    | 1.12.2024               | Jannie Steinbüchel (p.o.) | —                       | [ d ]        |
| Amager Volley     | Jannie Steinbüchel (p.o.) | —                       | Oskar Jönsson-Vikterlöf   | 1.01.2025               | [ 31 ]       |

## Faza zasadnicza

### Tabela wyników
| Gospodarz \ Gość1 | ODE | NUIF | GEN | VES | ASV | AMG | MID | IKS | DHV | HVI |
| ----------------- | --- | ---- | --- | --- | --- | --- | --- | --- | --- | --- |
| Odense Volleyball | -   | 1:3  | 2:3 | 3:0 | 3:0 | 3:0 | 2:3 | 3:1 | 3:0 | 3:0 |
| Nordenskov UIF    | 3:1 | -    | 3:0 | 0:3 | 3:1 | 3:1 | 0:3 | 3:0 | 3:2 | 3:1 |
| Gentofte Volley   | 2:3 | 3:2  | -   | 3:0 | 2:3 | 3:0 | 1:3 | 3:1 | 3:2 | 3:1 |
| VK Vestsjælland   | 1:3 | 1:3  | 2:3 | -   | 1:3 | 3:0 | 2:3 | 3:0 | 3:0 | 3:0 |
| ASV Elite         | 3:0 | 3:0  | 1:3 | 3:0 | -   | 3:1 | 3:2 | 3:1 | 3:1 | 3:0 |
| Amager Volley     | 0:3 | 0:3  | 0:3 | 0:3 | 0:3 | -   | 1:3 | 0:3 | 3:0 | 1:3 |
| Middelfart VK     | 1:3 | 0:3  | 3:2 | 3:1 | 1:3 | 3:0 | -   | 3:0 | 1:3 | 3:0 |
| Ikast KFUM        | 1:3 | 3:1  | 0:3 | 2:3 | 1:3 | 3:1 | 3:1 | -   | 0:3 | 3:0 |
| DHV Odense        | 3:2 | 0:3  | 3:2 | 3:0 | 0:3 | 3:2 | 3:1 | 0:3 | -   | 1:3 |
| Hvidovre VK       | 0:3 | 1:3  | 2:3 | 2:3 | 2:3 | 3:0 | 1:3 | 2:3 | 3:2 | -   |

Źródło: 
1 Drużyna gospodarzy jest wymieniona po lewej stronie tabeli.
Kolory:
  zwycięstwo gospodarzy 3:0 lub 3:1
  zwycięstwo gospodarzy 3:2
  zwycięstwo gości 3:0 lub 3:1
  zwycięstwo gości 3:2

### Terminarz i wyniki spotkań
| WYNIKI SPOTKAŃ | WYNIKI SPOTKAŃ | WYNIKI SPOTKAŃ    | WYNIKI SPOTKAŃ                          | WYNIKI SPOTKAŃ    | WYNIKI SPOTKAŃ         | WYNIKI SPOTKAŃ  |
| Data | Godz.          | Gospodarz         | Rezultat                                | Gość              | Hala sportowa          | *               |
| --- | -------------- | ----------------- | --------------------------------------- | ----------------- | ---------------------- | --------------- |
| 1. KOLEJKA |                |                   |                                         |                   |                        |                 |
| 28.09.2024 | 13:00          | DHV Odense        | 3:0 (25:20, 25:23, 25:23)               | VK Vestsjælland   | Dalumhallen            | [ 32 ] [ 33 ]   |
| 28.09.2024 | 14:30          | Gentofte Volley   | 1:3 (19:25, 23:25, 25:16, 20:25)        | Middelfart VK     | Kildeskovshallen       | [ 34 ] [ 35 ]   |
| 28.09.2024 | 19:00          | Ikast KFUM        | 3:0 (25:20, 25:20, 25:18)               | Hvidovre VK       | Hyldgårdshallerne      | [ 36 ] [ 37 ]   |
| 28.09.2024 | 14:30          | Odense Volleyball | 3:0 (25:16, 25:20, 25:19)               | ASV Elite         | Klostermarkshallen     | [ 38 ] [ 39 ]   |
| 28.09.2024 | 18:00          | Amager Volley     | 0:3 (21:25, 14:25, 21:25)               | Nordenskov UIF    | Sundby Idrætspark      | [ 40 ] [ 41 ]   |
| 2. KOLEJKA |                |                   |                                         |                   |                        |                 |
| 28.11.2024 | 20:30          | Middelfart VK     | 1:3 (25:20, 20:25, 19:25, 21:25)        | DHV Odense        | Lillebæltshallen       | [ 42 ] [ 43 ]   |
| 5.10.2024 | 13:30          | Nordenskov UIF    | 3:0 (27:25, 25:20, 25:22)               | Gentofte Volley   | Helle Hallen           | [ 44 ] [ 45 ]   |
| 5.10.2024 | 14:30          | Odense Volleyball | 3:1 (25:20, 23:25, 25:14, 25:23)        | Ikast KFUM        | Klostermarkshallen     | [ 46 ] [ 47 ]   |
| 4.10.2024 | 19:30          | VK Vestsjælland   | 3:0 (25:23, 28:26, 25:12)               | Amager Volley     | Korsør Hallen          | [ 48 ] [ 49 ]   |
| 5.10.2024 | 14:00          | ASV Elite         | 3:0 (25:20, 27:25, 25:21)               | Hvidovre VK       | Ceres Park & Arena     | [ 50 ] [ 51 ]   |
| 3. KOLEJKA |                |                   |                                         |                   |                        |                 |
| 13.10.2024 | 14:00          | DHV Odense        | 0:3 (23:25, 20:25, 21:25)               | Nordenskov UIF    | Dalumhallen            | [ 52 ] [ 53 ]   |
| 12.10.2024 | 14:30          | Gentofte Volley   | 3:1 (25:23, 23:25, 25:21, 25:18)        | Ikast KFUM        | Kildeskovshallen       | [ 54 ] [ 55 ]   |
| 11.10.2024 | 19:30          | Middelfart VK     | 3:0 (25:20, 25:21, 25:23)               | Amager Volley     | Lillebæltshallen       | [ 56 ] [ 57 ]   |
| 9.10.2024 | 20:00          | Hvidovre VK       | 0:3 (20:25, 21:25, 18:25)               | Odense Volleyball | Frihedens Idrætscenter | [ 58 ] [ 59 ]   |
| 5.11.2024 | 20:00          | ASV Elite         | 3:0 (27:25, 25:14, 25:19)               | VK Vestsjælland   | Ceres Park & Arena     | [ 60 ] [ 61 ]   |
| 4. KOLEJKA |                |                   |                                         |                   |                        |                 |
| 19.10.2024 | 16:00          | DHV Odense        | 3:2 (25:20, 23:25, 28:26, 18:25, 15:10) | Gentofte Volley   | Dalumhallen            | [ 62 ] [ 63 ]   |
| 20.10.2024 | 19:00          | Ikast KFUM        | 3:1 (25:21, 17:25, 30:28, 25:19)        | Middelfart VK     | Hyldgårdshallerne      | [ 64 ] [ 65 ]   |
| 19.10.2024 | 13:30          | Nordenskov UIF    | 3:1 (21:25, 25:21, 25:12, 25:21)        | ASV Elite         | Helle Hallen           | [ 66 ] [ 67 ]   |
| 19.10.2024 | 17:00          | Amager Volley     | 0:3 (22:25, 19:25, 18:25)               | Odense Volleyball | Sundby Idrætspark      | [ 68 ] [ 69 ]   |
| 18.10.2024 | 19:30          | VK Vestsjælland   | 3:0 (25:17, 25:13, 25:14)               | Hvidovre VK       | Korsør Hallen          | [ 70 ] [ 71 ]   |
| 5. KOLEJKA |                |                   |                                         |                   |                        |                 |
| 30.10.2024 | 20:00          | Odense Volleyball | 3:0 (25:14, 25:20, 25:11)               | DHV Odense        | Klostermarkshallen     | [ 72 ] [ 73 ]   |
| 31.10.2024 | 19:45          | VK Vestsjælland   | 2:3 (23:25, 25:17, 19:25, 25:23, 12:15) | Gentofte Volley   | Korsør Hallen          | [ 74 ] [ 75 ]   |
| 31.10.2024 | 19:45          | Middelfart VK     | 0:3 (19:25, 16:25, 21:25)               | Nordenskov UIF    | Lillebæltshallen       | [ 76 ] [ 77 ]   |
| 31.10.2024 | 18:00          | ASV Elite         | 3:1 (25:23, 17:25, 25:21, 25:15)        | Ikast KFUM        | Ceres Park & Arena     | [ 78 ] [ 79 ]   |
| 31.10.2024 | 20:00          | Hvidovre VK       | 3:0 (26:24, 25:23, 25:21)               | Amager Volley     | Frihedens Idrætscenter | [ 80 ] [ 81 ]   |
| 6. KOLEJKA |                |                   |                                         |                   |                        |                 |
| 3.11.2024 | 14:00          | DHV Odense        | 1:3 (25:15, 19:25, 19:25, 29:31)        | Hvidovre VK       | Dalumhallen            | [ 82 ] [ 83 ]   |
| 1.11.2024 | 20:00          | Gentofte Volley   | 2:3 (16:25, 25:22, 21:25, 25:21, 11:15) | Odense Volleyball | Kildeskovshallen       | [ 84 ] [ 85 ]   |
| 3.11.2024 | 17:30          | Middelfart VK     | 3:1 (25:22, 27:25, 20:25, 25:15)        | VK Vestsjælland   | Lillebæltshallen       | [ 86 ] [ 87 ]   |
| 3.11.2024 | 13:30          | Nordenskov UIF    | 3:0 (25:22, 25:17, 25:11)               | Ikast KFUM        | Helle Hallen           | [ 88 ] [ 89 ]   |
| 2.11.2024 | 17:00          | Amager Volley     | 0:3 (21:25, 20:25, 20:25)               | ASV Elite         | Sundby Idrætspark      | [ 90 ] [ 91 ]   |
| 7. KOLEJKA |                |                   |                                         |                   |                        |                 |
| 9.11.2024 | 14:00          | ASV Elite         | 3:1 (25:17, 20:25, 25:22, 25:19)        | DHV Odense        | Ceres Park & Arena     | [ 92 ] [ 93 ]   |
| 9.11.2024 | 15:30          | Hvidovre VK       | 2:3 (25:23, 19:25, 26:24, 13:25, 10:15) | Gentofte Volley   | Frihedens Idrætscenter | [ 94 ] [ 95 ]   |
| 8.11.2024 | 18:30          | Odense Volleyball | 2:3 (25:18, 23:25, 25:21, 21:25, 13:15) | Middelfart VK     | Klostermarkshallen     | [ 96 ] [ 97 ]   |
| 8.11.2024 | 19:30          | VK Vestsjælland   | 1:3 (21:25, 25:19, 20:25, 15:25)        | Nordenskov UIF    | Korsør Hallen          | [ 98 ] [ 99 ]   |
| 10.11.2024 | 15:00          | Ikast KFUM        | 3:1 (25:20, 25:12, 25:27, 25:17)        | Amager Volley     | Hyldgårdshallerne      | [ 100 ] [ 101 ] |
| 8. KOLEJKA |                |                   |                                         |                   |                        |                 |
| 23.11.2024 | 15:00          | DHV Odense        | 3:2 (23:25, 23:25, 25:23, 25:20, 15:13) | Amager Volley     | Dalumhallen            | [ 102 ] [ 103 ] |
| 23.11.2024 | 14:30          | Gentofte Volley   | 2:3 (21:25, 25:22, 25:18, 16:25, 7:15)  | ASV Elite         | Kildeskovshallen       | [ 104 ] [ 105 ] |
| 23.11.2024 | 14:00          | Middelfart VK     | 3:0 (25:18, 25:20, 25:18)               | Hvidovre VK       | Lillebæltshallen       | [ 106 ] [ 107 ] |
| 23.11.2024 | 13:30          | Nordenskov UIF    | 3:1 (25:19, 30:32, 27:25, 25:21)        | Odense Volleyball | Helle Hallen           | [ 108 ] [ 109 ] |
| 22.11.2024 | 19:30          | VK Vestsjælland   | 3:0 (25:22, 25:19, 25:15)               | Ikast KFUM        | Korsør Hallen          | [ 110 ] [ 111 ] |
| 9. KOLEJKA |                |                   |                                         |                   |                        |                 |
| 30.11.2024 | 15:00          | Ikast KFUM        | 0:3 (16:25, 20:25, 21:25)               | DHV Odense        | Hyldgårdshallerne      | [ 112 ] [ 113 ] |
| 30.11.2024 | 18:00          | Amager Volley     | 0:3 (21:25, 17:25, 23:25)               | Gentofte Volley   | Sundby Idrætspark      | [ 114 ] [ 115 ] |
| 30.11.2024 | 14:00          | ASV Elite         | 3:2 (25:22, 25:19, 21:25, 18:25, 15:10) | Middelfart VK     | Ceres Park & Arena     | [ 116 ] [ 117 ] |
| 30.11.2024 | 15:30          | Hvidovre VK       | 1:3 (21:25, 25:19, 27:29, 19:25)        | Nordenskov UIF    | Frihedens Idrætscenter | [ 118 ] [ 119 ] |
| 30.11.2024 | 14:30          | Odense Volleyball | 3:0 (28:26, 25:22, 25:23)               | VK Vestsjælland   | Klostermarkshallen     | [ 120 ] [ 121 ] |
| 10. KOLEJKA |                |                   |                                         |                   |                        |                 |
| 6.12.2024 | 19:30          | VK Vestsjælland   | 3:0 (25:21, 25:22, 25:15)               | DHV Odense        | Korsør Hallen          | [ 122 ] [ 123 ] |
| 7.12.2024 | 14:00          | Middelfart VK     | 3:2 (25:17, 19:25, 22:25, 25:22, 15:9)  | Gentofte Volley   | Lillebæltshallen       | [ 124 ] [ 125 ] |
| 7.12.2024 | 15:30          | Hvidovre VK       | 2:3 (25:18, 22:25, 25:13, 25:27, 12:15) | Ikast KFUM        | Frihedens Idrætscenter | [ 126 ] [ 127 ] |
| 7.12.2024 | 15:00          | ASV Elite         | 3:0 (25:23, 25:20, 25:15)               | Odense Volleyball | Ceres Park & Arena     | [ 128 ] [ 129 ] |
| 7.12.2024 | 13:30          | Nordenskov UIF    | 3:1 (23:25, 25:19, 25:16, 25:21)        | Amager Volley     | Helle Hallen           | [ 130 ] [ 131 ] |
| 11. KOLEJKA |                |                   |                                         |                   |                        |                 |
| 7.01.2025 | 21:00          | DHV Odense        | 3:1 (25:23, 25:20, 18:25, 25:22)        | Middelfart VK     | Dalumhallen            | [ 132 ] [ 133 ] |
| 4.01.2025 | 14:30          | Gentofte Volley   | 3:2 (25:21, 20:25, 25:20, 21:25, 15:9)  | Nordenskov UIF    | Kildeskovshallen       | [ 134 ] [ 135 ] |
| 18.12.2024 | 20:15          | Ikast KFUM        | 1:3 (25:27, 25:21, 19:25, 19:25)        | Odense Volleyball | Hyldgårdshallerne      | [ 136 ] [ 137 ] |
| 4.01.2025 | 17:00          | Amager Volley     | 0:3 (20:25, 15:25, 11:25)               | VK Vestsjælland   | Sundby Idrætspark      | [ 138 ] [ 139 ] |
| 19.02.2025 | 20:00          | Hvidovre VK       | 2:3 (25:27, 25:15, 25:23, 23:25, 13:15) | ASV Elite         | Frihedens Idrætscenter | [ 140 ] [ 141 ] |
| 12. KOLEJKA |                |                   |                                         |                   |                        |                 |
| 12.01.2025 | 18:00          | Nordenskov UIF    | 3:2 (25:23, 25:20, 20:25, 25:27, 15:12) | DHV Odense        | Helle Hallen           | [ 142 ] [ 143 ] |
| 11.01.2025 | 15:00          | Ikast KFUM        | 0:3 (20:25, 22:25, 18:25)               | Gentofte Volley   | Hyldgårdshallerne      | [ 144 ] [ 145 ] |
| 12.01.2025 | 16:00          | Amager Volley     | 1:3 (21:25, 18:25, 25:19, 16:25)        | Middelfart VK     | Sundby Idrætspark      | [ 146 ] [ 147 ] |
| 11.01.2025 | 14:30          | Odense Volleyball | 3:0 (25:18, 25:16, 25:23)               | Hvidovre VK       | Klostermarkshallen     | [ 148 ] [ 149 ] |
| 10.01.2025 | 20:00          | VK Vestsjælland   | 1:3 (24:26, 25:19, 17:25, 20:25)        | ASV Elite         | Korsør Hallen          | [ 150 ] [ 151 ] |
| 13. KOLEJKA |                |                   |                                         |                   |                        |                 |
| 18.01.2025 | 14:30          | Gentofte Volley   | 3:2 (24:26, 25:14, 25:16, 21:25, 15:13) | DHV Odense        | Kildeskovshallen       | [ 152 ] [ 153 ] |
| 19.01.2025 | 16:00          | Middelfart VK     | 3:0 (25:18, 25:17, 27:25)               | Ikast KFUM        | Lillebæltshallen       | [ 154 ] [ 155 ] |
| 19.01.2025 | 12:00          | ASV Elite         | 3:0 (25:21, 25:14, 25:19)               | Nordenskov UIF    | Ceres Park & Arena     | [ 156 ] [ 157 ] |
| 19.01.2025 | 14:30          | Odense Volleyball | 3:0 (25:20, 25:18, 25:19)               | Amager Volley     | Klostermarkshallen     | [ 158 ] [ 159 ] |
| 19.01.2025 | 13:00          | Hvidovre VK       | 2:3 (23:25, 26:24, 25:18, 21:25, 13:15) | VK Vestsjælland   | Frihedens Idrætscenter | [ 160 ] [ 161 ] |
| 14. KOLEJKA |                |                   |                                         |                   |                        |                 |
| 16.01.2025 | 21:00          | DHV Odense        | 3:2 (17:25, 25:21, 15:25, 25:17, 15:13) | Odense Volleyball | Dalumhallen            | [ 162 ] [ 163 ] |
| 14.01.2025 | 20:00          | Gentofte Volley   | 3:0 (26:24, 25:20, 25:10)               | VK Vestsjælland   | Kildeskovshallen       | [ 164 ] [ 165 ] |
| 15.01.2025 | 20:00          | Nordenskov UIF    | 0:3 (23:25, 20:25, 17:25)               | Middelfart VK     | Helle Hallen           | [ 166 ] [ 167 ] |
| 15.01.2025 | 20:00          | Ikast KFUM        | 1:3 (20:25, 25:13, 21:25, 19:25)        | ASV Elite         | Hyldgårdshallerne      | [ 168 ] [ 169 ] |
| 16.01.2025 | 19:30          | Amager Volley     | 1:3 (25:22, 21:25, 19:25, 19:25)        | Hvidovre VK       | Sundby Idrætspark      | [ 170 ] [ 171 ] |
| 15. KOLEJKA |                |                   |                                         |                   |                        |                 |
| 6.02.2025 | 20:00          | Hvidovre VK       | 3:2 (21:25, 25:14, 25:23, 22:25, 15:11) | DHV Odense        | Frihedens Idrætscenter | [ 172 ] [ 173 ] |
| 8.02.2025 | 14:30          | Odense Volleyball | 2:3 (26:24, 25:27, 27:25, 18:25, 13:15) | Gentofte Volley   | Klostermarkshallen     | [ 174 ] [ 175 ] |
| 7.02.2025 | 19:30          | VK Vestsjælland   | 2:3 (25:19, 25:15, 21:25, 23:25, 11:15) | Middelfart VK     | Korsør Hallen          | [ 176 ] [ 177 ] |
| 7.02.2025 | 20:00          | Ikast KFUM        | 3:1 (25:16, 25:20, 24:26, 25:19)        | Nordenskov UIF    | Hyldgårdshallerne      | [ 178 ] [ 179 ] |
| 8.02.2025 | 13:00          | ASV Elite         | 3:1 (25:19, 23:25, 31:29, 25:18)        | Amager Volley     | Ceres Park & Arena     | [ 180 ] [ 181 ] |
| 16. KOLEJKA |                |                   |                                         |                   |                        |                 |
| 25.01.2025 | 15:00          | DHV Odense        | 0:3 (20:25, 12:25, 20:25)               | ASV Elite         | Dalumhallen            | [ 182 ] [ 183 ] |
| 25.01.2025 | 14:30          | Gentofte Volley   | 3:1 (25:27, 25:18, 26:24, 25:23)        | Hvidovre VK       | Kildeskovshallen       | [ 184 ] [ 185 ] |
| 23.01.2025 | 19:45          | Middelfart VK     | 1:3 (18:25, 25:22, 23:25, 24:26)        | Odense Volleyball | Lillebæltshallen       | [ 186 ] [ 187 ] |
| 26.01.2025 | 13:30          | Nordenskov UIF    | 0:3 (21:25, 28:30, 22:25)               | VK Vestsjælland   | Helle Hallen           | [ 188 ] [ 189 ] |
| 25.01.2025 | 18:00          | Amager Volley     | 0:3 (31:33, 22:25, 26:28)               | Ikast KFUM        | Sundby Idrætspark      | [ 190 ] [ 191 ] |
| 17. KOLEJKA |                |                   |                                         |                   |                        |                 |
| 22.02.2025 | 17:00          | Amager Volley     | 3:0 (25:21, 25:23, 25:21)               | DHV Odense        | Sundby Idrætspark      | [ 192 ] [ 193 ] |
| 22.02.2025 | 12:00          | ASV Elite         | 1:3 (18:25, 28:26, 19:25, 25:27)        | Gentofte Volley   | Ceres Park & Arena     | [ 194 ] [ 195 ] |
| 22.02.2025 | 15:00          | Hvidovre VK       | 1:3 (23:25, 23:25, 25:18, 20:25)        | Middelfart VK     | Frihedens Idrætscenter | [ 196 ] [ 197 ] |
| 22.02.2025 | 14:30          | Odense Volleyball | 1:3 (22:25, 25:20, 23:25, 21:25)        | Nordenskov UIF    | Klostermarkshallen     | [ 198 ] [ 199 ] |
| 21.02.2025 | 19:15          | Ikast KFUM        | 2:3 (15:25, 22:25, 25:18, 30:28, 13:15) | VK Vestsjælland   | Hyldgårdshallerne      | [ 200 ] [ 201 ] |
| 18. KOLEJKA |                |                   |                                         |                   |                        |                 |
| 18.02.2025 | 20:30          | DHV Odense        | 0:3 (23:25, 21:25, 19:25)               | Ikast KFUM        | Dalumhallen            | [ 202 ] [ 203 ] |
| 15.02.2025 | 14:30          | Gentofte Volley   | 3:0 (25:22, 25:21, 25:16)               | Amager Volley     | Kildeskovshallen       | [ 204 ] [ 205 ] |
| 16.02.2025 | 17:30          | Middelfart VK     | 1:3 (21:25, 30:28, 22:25, 22:25)        | ASV Elite         | Lillebæltshallen       | [ 206 ] [ 207 ] |
| 15.02.2025 | 13:30          | Nordenskov UIF    | 3:1 (21:25, 27:25, 25:17, 25:15)        | Hvidovre VK       | Helle Hallen           | [ 208 ] [ 209 ] |
| 14.02.2025 | 19:30          | VK Vestsjælland   | 1:3 (25:18, 16:25, 14:25, 15:25)        | Odense Volleyball | Korsør Hallen          | [ 210 ] [ 211 ] |
| Godziny do 27 października 2024 roku podane są według strefy czasowej UTC+2, a od 27 października 2024 roku według strefy czasowej UTC+1. Źródło: |                |                   |                                         |                   |                        |                 |

### Tabela
| Lp.                                         | Drużyna           | Pkt | Mecze | Mecze | Mecze | Rodzaj wyniku | Rodzaj wyniku | Rodzaj wyniku | Rodzaj wyniku | Rodzaj wyniku | Rodzaj wyniku | Sety | Sety | Sety | Małe punkty | Małe punkty | Małe punkty |
| Lp.                                         | Drużyna           | Pkt | M     | W     | P     | 3:0           | 3:1           | 3:2           | 2:3           | 1:3           | 0:3           | wyg. | prz. | +/–  | zdob.       | str.        | +/–         |
| ------------------------------------------- | ----------------- | --- | ----- | ----- | ----- | ------------- | ------------- | ------------- | ------------- | ------------- | ------------- | ---- | ---- | ---- | ----------- | ----------- | ----------- |
| 1                                           | ASV Elite         | 45  | 18    | 15    | 3     | 6             | 6             | 3             | 0             | 2             | 1             | 47   | 21   | +26  | 1569        | 1453        | +116        |
| 2                                           | Nordenskov UIF    | 40  | 18    | 13    | 5     | 5             | 7             | 1             | 1             | 1             | 3             | 42   | 24   | +18  | 1539        | 1438        | +101        |
| 3                                           | Gentofte Volley   | 40  | 18    | 12    | 6     | 4             | 3             | 5             | 4             | 1             | 1             | 45   | 31   | +14  | 1702        | 1599        | +103        |
| 4                                           | Odense Volleyball | 39  | 18    | 12    | 6     | 7             | 4             | 1             | 3             | 2             | 1             | 44   | 24   | +20  | 1586        | 1425        | +161        |
| 5                                           | Middelfart VK     | 34  | 18    | 11    | 7     | 4             | 4             | 3             | 1             | 5             | 1             | 40   | 31   | +9   | 1596        | 1560        | +36         |
| 6                                           | VK Vestsjælland   | 26  | 18    | 8     | 10    | 6             | 0             | 2             | 2             | 4             | 4             | 32   | 34   | −2   | 1458        | 1438        | +20         |
| 7                                           | DHV Odense        | 24  | 18    | 7     | 11    | 2             | 2             | 3             | 3             | 2             | 6             | 29   | 41   | −12  | 1476        | 1580        | −104        |
| 8                                           | Ikast KFUM        | 22  | 18    | 7     | 11    | 3             | 3             | 1             | 1             | 5             | 5             | 28   | 38   | −10  | 1444        | 1521        | −77         |
| 9                                           | Hvidovre VK       | 16  | 18    | 4     | 14    | 1             | 2             | 1             | 4             | 4             | 6             | 24   | 46   | −22  | 1495        | 1606        | −111        |
| 10                                          | Amager Volley     | 4   | 18    | 1     | 17    | 1             | 0             | 0             | 1             | 5             | 11            | 10   | 51   | −41  | 1264        | 1509        | −245        |
| Legenda: faza play-off mecze o miejsca 8-10 |                   |     |       |       |       |               |               |               |               |               |               |      |      |      |             |             |             |

Źródło: 
Punktacja: zwycięstwo – 3 pkt; 2:3 – 1 pkt; 1:3 i 0:3 – 0 pkt
Zasady ustalania kolejności: zob. sekcję powyżej

## Faza play-off
Godziny do 30 marca 2025 roku podane są według strefy czasowej UTC+1, a od 30 marca 2025 roku według strefy czasowej UTC+2.

### Drabinka
|  |              |                   |              |                 |              |                |                   |                |           |           |           |                    |                    |                    |                    |                    |                    |                    |        |        |        |        |        |
|  | Ćwierćfinały | Ćwierćfinały      | Ćwierćfinały | Ćwierćfinały    | Ćwierćfinały |                |                   | Półfinały      | Półfinały | Półfinały | Półfinały | Półfinały          | Półfinały          | Półfinały          |                    |                    | Finały             | Finały             | Finały | Finały | Finały | Finały | Finały |
|  | Ćwierćfinały | Ćwierćfinały      | Ćwierćfinały | Ćwierćfinały    | Ćwierćfinały |                |                   | Półfinały      | Półfinały | Półfinały | Półfinały | Półfinały          | Półfinały          | Półfinały          |                    |                    | Finały             | Finały             | Finały | Finały | Finały | Finały | Finały |
|  |              |                   |              |                 |              |                |                   |                |           |           |           |                    |                    |                    |                    |                    |                    |                    |        |        |        |        |        |
|  |              |                   |              |                 |              |                |                   |                |           |           |           |                    |                    |                    |                    |                    |                    |                    |        |        |        |        |        |
|  | 1            | ASV Elite         | 3            | 3               |              |                |                   |                |           |           |           |                    |                    |                    |                    |                    |                    |                    |        |        |        |        |        |
|  | 1            | ASV Elite         | 3            | 3               |              |                |                   |                |           |           |           |                    |                    |                    |                    |                    |                    |                    |        |        |        |        |        |
|  | 8            | Ikast KFUM        | 0            | 1               |              |                |                   |                |           |           |           |                    |                    |                    |                    |                    |                    |                    |        |        |        |        |        |
|  | 8            | Ikast KFUM        | 0            | 1               | 1            | ASV Elite      | 0                 | 0              | 0         |           |           |                    |                    |                    |                    |                    |                    |                    |        |        |        |        |        |
|  |              |                   |              |                 |              | ASV Elite      | 0                 | 0              | 0         |           |           |                    |                    |                    |                    |                    |                    |                    |        |        |        |        |        |
|  | 4            | Odense Volleyball | 3            | 3               | 3            |                |                   |                |           |           |           |                    |                    |                    |                    |                    |                    |                    |        |        |        |        |        |
|  | 4            | Odense Volleyball | 3            | 3               | 3            | 2              | Nordenskov UIF    | 2              | 3         | 3         |           |                    |                    |                    |                    |                    |                    |                    |        |        |        |        |        |
|  |              |                   |              |                 |              |                |                   | 2              | 3         | 3         |           |                    |                    |                    |                    |                    |                    |                    |        |        |        |        |        |
|  | 7            | DHV Odense        | 3            | 1               | 1            |                |                   |                |           |           |           |                    |                    |                    |                    |                    |                    |                    |        |        |        |        |        |
|  | 7            | DHV Odense        | 3            | 1               | 1            | 4              | Odense Volleyball | 3              | 3         | 3         |           |                    |                    |                    |                    |                    |                    |                    |        |        |        |        |        |
|  |              |                   |              |                 |              |                |                   |                |           |           |           |                    |                    |                    |                    |                    |                    |                    |        |        |        |        |        |
|  |              |                   | 3            | Gentofte Volley | 1            | 1              | 1                 |                |           |           |           |                    |                    |                    |                    |                    |                    |                    |        |        |        |        |        |
|  | 3            | Gentofte Volley   | 3            | Gentofte Volley | 1            | 1              | 1                 | 3              | 3         |           |           |                    |                    |                    |                    |                    |                    |                    |        |        |        |        |        |
|  | 3            | Gentofte Volley   |              |                 |              |                |                   |                |           |           |           |                    |                    |                    |                    |                    |                    |                    |        |        |        |        |        |
|  | 6            | VK Vestsjælland   | 2            | 2               |              |                |                   |                |           |           |           |                    |                    |                    |                    |                    |                    |                    |        |        |        |        |        |
|  | 6            | VK Vestsjælland   | 2            | 2               | 2            | Nordenskov UIF | 0                 | 2              | 1         |           |           | Mecze o 3. miejsce | Mecze o 3. miejsce | Mecze o 3. miejsce | Mecze o 3. miejsce | Mecze o 3. miejsce | Mecze o 3. miejsce | Mecze o 3. miejsce |        |        |        |        |        |
|  |              |                   |              |                 |              | Nordenskov UIF | 0                 | 2              | 1         |           |           | Mecze o 3. miejsce | Mecze o 3. miejsce | Mecze o 3. miejsce | Mecze o 3. miejsce | Mecze o 3. miejsce | Mecze o 3. miejsce | Mecze o 3. miejsce |        |        |        |        |        |
|  | 3            | Gentofte Volley   | 3            | 3               | 3            |                |                   |                |           |           |           |                    |                    |                    |                    |                    |                    |                    |        |        |        |        |        |
|  | 3            | Gentofte Volley   | 3            | 3               | 3            | 4              | Odense Volleyball | 3              | 3         |           |           |                    |                    |                    |                    |                    |                    |                    |        |        |        |        |        |
|  |              |                   |              |                 |              |                |                   | 3              | 3         | 1         | ASV Elite | ASV Elite          | ASV Elite          | 0                  | 0                  |                    |                    |                    |        |        |        |        |        |
|  | 5            | Middelfart VK     | 0            | 0               |              |                |                   |                |           | 1         | ASV Elite | ASV Elite          | ASV Elite          | 0                  | 0                  |                    |                    |                    |        |        |        |        |        |
|  | 5            | Middelfart VK     | 0            | 0               | 3            | Nordenskov UIF | Nordenskov UIF    | Nordenskov UIF | 3         | 3         |           |                    |                    |                    |                    |                    |                    |                    |        |        |        |        |        |
|  |              |                   |              |                 |              | Nordenskov UIF | Nordenskov UIF    | Nordenskov UIF | 3         | 3         |           |                    |                    |                    |                    |                    |                    |                    |        |        |        |        |        |

### Ćwierćfinały
Format: do dwóch zwycięstw
| Data                  | Godz.                 | Gospodarz             | Rezultat                                | Gość                | Hala sportowa       | *                   |
| --------------------- | --------------------- | --------------------- | --------------------------------------- | ------------------- | ------------------- | ------------------- |
| ASV Elite (1)         | ASV Elite (1)         | ASV Elite (1)         | 2 – 0                                   | (8) Ikast KFUM      | (8) Ikast KFUM      | (8) Ikast KFUM      |
| 5.03.2025             | 18:30                 | ASV Elite             | 3:0 (25:17, 27:25, 25:18)               | Ikast KFUM          | Ceres Park & Arena  | [ 214 ] [ 215 ]     |
| 12.03.2025            | 20:30                 | Ikast KFUM            | 1:3 (25:22, 19:25, 23:25, 23:25)        | ASV Elite           | Hyldgårdshallerne   | [ 216 ] [ 217 ]     |
| Nordenskov UIF (2)    | Nordenskov UIF (2)    | Nordenskov UIF (2)    | 2 – 1                                   | (7) DHV Odense      | (7) DHV Odense      | (7) DHV Odense      |
| 5.03.2025             | 20:00                 | Nordenskov UIF        | 2:3 (25:21, 15:25, 25:18, 25:27, 13:15) | DHV Odense          | Helle Hallen        | [ 218 ] [ 219 ]     |
| 11.03.2025            | 20:15                 | DHV Odense            | 1:3 (25:22, 14:25, 17:25, 19:25)        | Nordenskov UIF      | Dalumhallen         | [ 220 ] [ 221 ]     |
| 16.03.2025            | 18:30                 | Nordenskov UIF        | 3:1 (25:19, 25:20, 25:27, 25:14)        | DHV Odense          | Helle Hallen        | [ 222 ] [ 223 ]     |
| Gentofte Volley (3)   | Gentofte Volley (3)   | Gentofte Volley (3)   | 2 – 0                                   | (6) VK Vestsjælland | (6) VK Vestsjælland | (6) VK Vestsjælland |
| 6.03.2025             | 18:30                 | Gentofte Volley       | 3:2 (21:25, 25:22, 25:18, 18:25, 15:13) | VK Vestsjælland     | Kildeskovshallen    | [ 224 ] [ 225 ]     |
| 11.03.2025            | 19:30                 | VK Vestsjælland       | 2:3 (16:25, 25:19, 25:27, 25:19, 11:15) | Gentofte Volley     | Korsør Hallen       | [ 226 ] [ 227 ]     |
| Odense Volleyball (4) | Odense Volleyball (4) | Odense Volleyball (4) | 2 – 0                                   | (5) Middelfart VK   | (5) Middelfart VK   | (5) Middelfart VK   |
| 6.03.2025             | 19:30                 | Odense Volleyball     | 3:0 (25:21, 27:25, 25:21)               | Middelfart VK       | Klostermarkshallen  | [ 228 ] [ 229 ]     |
| 13.03.2025            | 19:45                 | Middelfart VK         | 0:3 (21:25, 20:25, 19:25)               | Odense Volleyball   | Lillebæltshallen    | [ 230 ] [ 231 ]     |
| Źródło:               |                       |                       |                                         |                     |                     |                     |

### Półfinały
Format: do trzech zwycięstw
| Data               | Godz.              | Gospodarz          | Rezultat                               | Gość                  | Hala sportowa         | *                     |
| ------------------ | ------------------ | ------------------ | -------------------------------------- | --------------------- | --------------------- | --------------------- |
| ASV Elite (1)      | ASV Elite (1)      | ASV Elite (1)      | 0 – 3                                  | (4) Odense Volleyball | (4) Odense Volleyball | (4) Odense Volleyball |
| 23.03.2025         | 16:00              | ASV Elite          | 0:3 (14:25, 24:26, 23:25)              | Odense Volleyball     | Ceres Park & Arena    | [ 232 ] [ 233 ]       |
| 25.03.2025         | 20:00              | Odense Volleyball  | 3:0 (25:19, 25:19, 25:19)              | ASV Elite             | Klostermarkshallen    | [ 234 ] [ 235 ]       |
| 29.03.2025         | 16:00              | ASV Elite          | 0:3 (21:25, 26:28, 20:25)              | Odense Volleyball     | Ceres Park & Arena    | [ 236 ] [ 237 ]       |
| Nordenskov UIF (2) | Nordenskov UIF (2) | Nordenskov UIF (2) | 0 – 3                                  | (3) Gentofte Volley   | (3) Gentofte Volley   | (3) Gentofte Volley   |
| 22.03.2025         | 16:00              | Nordenskov UIF     | 0:3 (20:25, 27:29, 16:25)              | Gentofte Volley       | Helle Hallen          | [ 238 ] [ 239 ]       |
| 27.03.2025         | 18:30              | Gentofte Volley    | 3:2 (27:25, 25:23, 25:27, 22:25, 15:7) | Nordenskov UIF        | Kildeskovshallen      | [ 240 ] [ 241 ]       |
| 29.03.2025         | 13:30              | Nordenskov UIF     | 1:3 (25:23, 23:25, 18:25, 21:25)       | Gentofte Volley       | Helle Hallen          | [ 242 ] [ 243 ]       |
| Źródło:            |                    |                    |                                        |                       |                       |                       |

### Mecze o 3. miejsce
Format: do dwóch zwycięstw
| Data          | Godz.         | Gospodarz      | Rezultat                  | Gość               | Hala sportowa      | *                  |
| ------------- | ------------- | -------------- | ------------------------- | ------------------ | ------------------ | ------------------ |
| ASV Elite (1) | ASV Elite (1) | ASV Elite (1)  | 0 – 2                     | (2) Nordenskov UIF | (2) Nordenskov UIF | (2) Nordenskov UIF |
| 5.04.2025     | 13:30         | ASV Elite      | 0:3 (23:25, 24:26, 17:25) | Nordenskov UIF     | Ceres Park & Arena | [ 244 ] [ 245 ]    |
| 12.04.2025    | 13:30         | Nordenskov UIF | 3:0 (25:21, 27:25, 25:17) | ASV Elite          | Helle Hallen       | [ 246 ] [ 247 ]    |
| Źródło:       |               |                |                           |                    |                    |                    |

### Finały
Format: do trzech zwycięstw
| Data                | Godz.               | Gospodarz           | Rezultat                         | Gość                  | Hala sportowa         | *                     |
| ------------------- | ------------------- | ------------------- | -------------------------------- | --------------------- | --------------------- | --------------------- |
| Gentofte Volley (3) | Gentofte Volley (3) | Gentofte Volley (3) | 0 – 3                            | (4) Odense Volleyball | (4) Odense Volleyball | (4) Odense Volleyball |
| 11.04.2025          | 20:00               | Gentofte Volley     | 1:3 (25:23, 20:25, 19:25, 22:25) | Odense Volleyball     | Kildeskovshallen      | [ 248 ] [ 249 ]       |
| 16.04.2025          | 19:30               | Odense Volleyball   | 3:1 (21:25, 25:18, 27:25, 25:22) | Gentofte Volley       | Klostermarkshallen    | [ 250 ] [ 251 ]       |
| 23.04.2025          | 20:00               | Gentofte Volley     | 1:3 (28:26, 23:25, 17:25, 22:25) | Odense Volleyball     | Kildeskovshallen      | [ 252 ]               |
| Źródło:             |                     |                     |                                  |                       |                       |                       |

## Mecze o miejsca 5-7

### Tabela wyników
| Gospodarz \ Gość1 | MID | VES | DHV |
| ----------------- | --- | --- | --- |
| Middelfart VK     | -   | 3:2 | 3:0 |
| VK Vestsjælland   | 2:3 | -   | 2:3 |
| DHV Odense        | 3:0 | 2:3 | -   |

Źródło: 
1 Drużyna gospodarzy jest wymieniona po lewej stronie tabeli.
Kolory:
  zwycięstwo gospodarzy 3:0 lub 3:1
  zwycięstwo gospodarzy 3:2
  zwycięstwo gości 3:0 lub 3:1
  zwycięstwo gości 3:2

### Terminarz i wyniki spotkań
| Data | Godz. | Gospodarz       | Rezultat                                | Gość            | Hala sportowa    | *               |
| --- | ----- | --------------- | --------------------------------------- | --------------- | ---------------- | --------------- |
| 22.03.2025 | 12:00 | DHV Odense      | 2:3 (18:25, 15:25, 27:25, 27:25, 13:15) | VK Vestsjælland | Dalumhallen      | [ 253 ] [ 254 ] |
| 30.03.2025 | 15:00 | Middelfart VK   | 3:0 (25:13, 25:18, 25:23)               | DHV Odense      | Lillebæltshallen | [ 255 ] [ 256 ] |
| 1.04.2025 | 19:30 | VK Vestsjælland | 2:3 (25:20, 19:25, 25:20, 21:25, 13:15) | DHV Odense      | Korsør Hallen    | [ 257 ] [ 258 ] |
| 3.04.2025 | 19:45 | Middelfart VK   | 3:2 (26:24, 23:25, 15:25, 27:25, 15:13) | VK Vestsjælland | Lillebæltshallen | [ 259 ] [ 260 ] |
| 6.04.2025 | 12:00 | DHV Odense      | 3:0 (25:23, 25:19, 25:11)               | Middelfart VK   | Dalumhallen      | [ 261 ] [ 262 ] |
| 12.04.2025 | 16:30 | VK Vestsjælland | 2:3 (17:25, 25:16, 24:26, 35:33, 9:15)  | Middelfart VK   | Korsør Hallen    | [ 263 ] [ 264 ] |
| Godziny do 30 marca 2025 roku podane są według strefy czasowej UTC+1, a od 30 marca 2025 roku według strefy czasowej UTC+2. Źródło: |       |                 |                                         |                 |                  |                 |

### Tabela
| Lp. | Drużyna         | Pkt | Mecze | Mecze | Mecze | Rodzaj wyniku | Rodzaj wyniku | Rodzaj wyniku | Rodzaj wyniku | Rodzaj wyniku | Rodzaj wyniku | Sety | Sety | Sety | Małe punkty | Małe punkty | Małe punkty |
| Lp. | Drużyna         | Pkt | M     | W     | P     | 3:0           | 3:1           | 3:2           | 2:3           | 1:3           | 0:3           | wyg. | prz. | +/–  | zdob.       | str.        | +/–         |
| --- | --------------- | --- | ----- | ----- | ----- | ------------- | ------------- | ------------- | ------------- | ------------- | ------------- | ---- | ---- | ---- | ----------- | ----------- | ----------- |
| 1   | Middelfart VK   | 15  | 4     | 3     | 1     | 1             | 0             | 2             | 0             | 0             | 1             | 9    | 7    | +2   | 349         | 351         | −2          |
| 2   | VK Vestsjælland | 9   | 4     | 1     | 3     | 0             | 0             | 1             | 3             | 0             | 0             | 9    | 11   | −2   | 440         | 426         | +14         |
| 3   | DHV Odense      | 7   | 4     | 2     | 2     | 1             | 0             | 1             | 1             | 0             | 1             | 8    | 8    | 0    | 334         | 346         | −12         |

Źródło: 
Punktacja: zwycięstwo – 3 pkt; 2:3 – 1 pkt; 1:3 i 0:3 – 0 pkt
Zasady ustalania kolejności: zob. sekcję powyżej
Uwagi: Drużyny tę fazę rozgrywek rozpoczęły z następującą liczbą punktów: Middelfart VK – 6 pkt; VK Vestsjælland – 3 pkt; DHV Odense – 0 pkt.

## Mecze o miejsca 8-10

### Tabela wyników
| Gospodarz \ Gość1 | IKS | HVI | AMG |
| ----------------- | --- | --- | --- |
| Ikast KFUM        | -   | 3:1 | 3:0 |
| Hvidovre VK       | 0:3 | -   | 3:0 |
| Amager Volley     | 0:3 | 3:2 | -   |

Źródło: 
1 Drużyna gospodarzy jest wymieniona po lewej stronie tabeli.
Kolory:
  zwycięstwo gospodarzy 3:0 lub 3:1
  zwycięstwo gospodarzy 3:2
  zwycięstwo gości 3:0 lub 3:1
  zwycięstwo gości 3:2

### Terminarz i wyniki spotkań
| Data | Godz. | Gospodarz     | Rezultat                                | Gość          | Hala sportowa          | *               |
| --- | ----- | ------------- | --------------------------------------- | ------------- | ---------------------- | --------------- |
| 15.03.2025 | 17:00 | Amager Volley | 3:2 (19:25, 25:19, 22:25, 25:22, 15:13) | Hvidovre VK   | Sundby Idrætspark      | [ 266 ] [ 267 ] |
| 20.03.2025 | 20:15 | Ikast KFUM    | 3:0 (25:18, 25:18, 25:22)               | Amager Volley | Hyldgårdshallerne      | [ 268 ] [ 269 ] |
| 25.03.2025 | 20:00 | Hvidovre VK   | 0:3 (16:25, 14:25, 20:25)               | Ikast KFUM    | Frihedens Idrætscenter | [ 270 ] [ 271 ] |
| 29.03.2025 | 15:00 | Hvidovre VK   | 3:0 (25:23, 25:18, 25:19)               | Amager Volley | Frihedens Idrætscenter | [ 272 ] [ 273 ] |
| 6.04.2025 | 15:30 | Amager Volley | 0:3 (17:25, 22:25, 13:25)               | Ikast KFUM    | Sundby Idrætspark      | [ 274 ] [ 275 ] |
| 13.04.2025 | 15:30 | Ikast KFUM    | 3:1 (23:25, 25:20, 25:17, 25:20)        | Hvidovre VK   | Hyldgårdshallerne      | [ 276 ] [ 277 ] |
| Godziny do 30 marca 2025 roku podane są według strefy czasowej UTC+1, a od 30 marca 2025 roku według strefy czasowej UTC+2. Źródło: |       |               |                                         |               |                        |                 |

### Tabela
| Lp. | Drużyna       | Pkt | Mecze | Mecze | Mecze | Rodzaj wyniku | Rodzaj wyniku | Rodzaj wyniku | Rodzaj wyniku | Rodzaj wyniku | Rodzaj wyniku | Sety | Sety | Sety | Małe punkty | Małe punkty | Małe punkty |
| Lp. | Drużyna       | Pkt | M     | W     | P     | 3:0           | 3:1           | 3:2           | 2:3           | 1:3           | 0:3           | wyg. | prz. | +/–  | zdob.       | str.        | +/–         |
| --- | ------------- | --- | ----- | ----- | ----- | ------------- | ------------- | ------------- | ------------- | ------------- | ------------- | ---- | ---- | ---- | ----------- | ----------- | ----------- |
| 1   | Ikast KFUM    | 18  | 4     | 4     | 0     | 3             | 1             | 0             | 0             | 0             | 0             | 12   | 1    | +11  | 323         | 242         | +81         |
| 2   | Hvidovre VK   | 7   | 4     | 1     | 3     | 1             | 0             | 0             | 1             | 1             | 1             | 6    | 9    | −3   | 311         | 339         | −28         |
| 3   | Amager Volley | 3   | 4     | 1     | 3     | 0             | 0             | 1             | 0             | 0             | 3             | 3    | 11   | −8   | 276         | 329         | −53         |

Źródło: 
Punktacja: zwycięstwo – 3 pkt; 2:3 – 1 pkt; 1:3 i 0:3 – 0 pkt
Zasady ustalania kolejności: zob. sekcję powyżej
Uwagi:
(1) Drużyny tę fazę rozgrywek rozpoczęły z następującą liczbą punktów: Ikast KFUM – 6 pkt; Hvidovre VK – 3 pkt; Amager Volley – 0 pkt.
(2) Amager Volley zachował miejsce w VolleyLigaen, gdyż żadna z uprawnionych drużyn z 1. division nie zgłosiła chęci udziału w najwyższej klasie rozgrywkowej.

## Klasyfikacja końcowa
| Poz. | Drużyna           | Uwagi                              |
| 1.   | Odense Volleyball | prawo udziału w el. Ligi Mistrzów  |
| 2.   | Gentofte Volley   | prawo udziału w Pucharze Challenge |
| 3.   | Nordenskov UIF    |                                    |
| 4.   | ASV Elite         |                                    |
| 5.   | Middelfart VK     |                                    |
| 6.   | VK Vestsjælland   |                                    |
| 7.   | DHV Odense        |                                    |
| 8.   | Ikast KFUM        |                                    |
| 9.   | Hvidovre VK       |                                    |
| 10.  | Amager Volley     |                                    |

## Nagrody indywidualne
| Nagroda                  | Zawodnik           | Klub              |
| ------------------------ | ------------------ | ----------------- |
| Najlepszy zawodnik (MVP) | Sigurd Varming     | Odense Volleyball |
| Najlepszy rozgrywający   | Billy Greber       | Odense Volleyball |
| Najlepszy atakujący      | Sigurd Varming     | Odense Volleyball |
| Najlepsi przyjmujący     | Jacob Stein Brinck | ASV Elite         |
| Najlepsi przyjmujący     | Mitchell Newman    | Nordenskov UIF    |
| Najlepsi środkowi        | Rasmus Mikelsons   | Gentofte Volley   |
| Najlepsi środkowi        | Sebastian Dumbuyah | Nordenskov UIF    |
| Najlepszy libero         | Ævarr Birgisson    | Odense Volleyball |
| Najlepszy młodzieżowiec  | Andreas Brinck     | Gentofte Volley   |
| Najlepszy trener         | Martin Olesen      | Gentofte Volley   |
| Źródło:                  |                    |                   |